# Little Bear (Lakota)

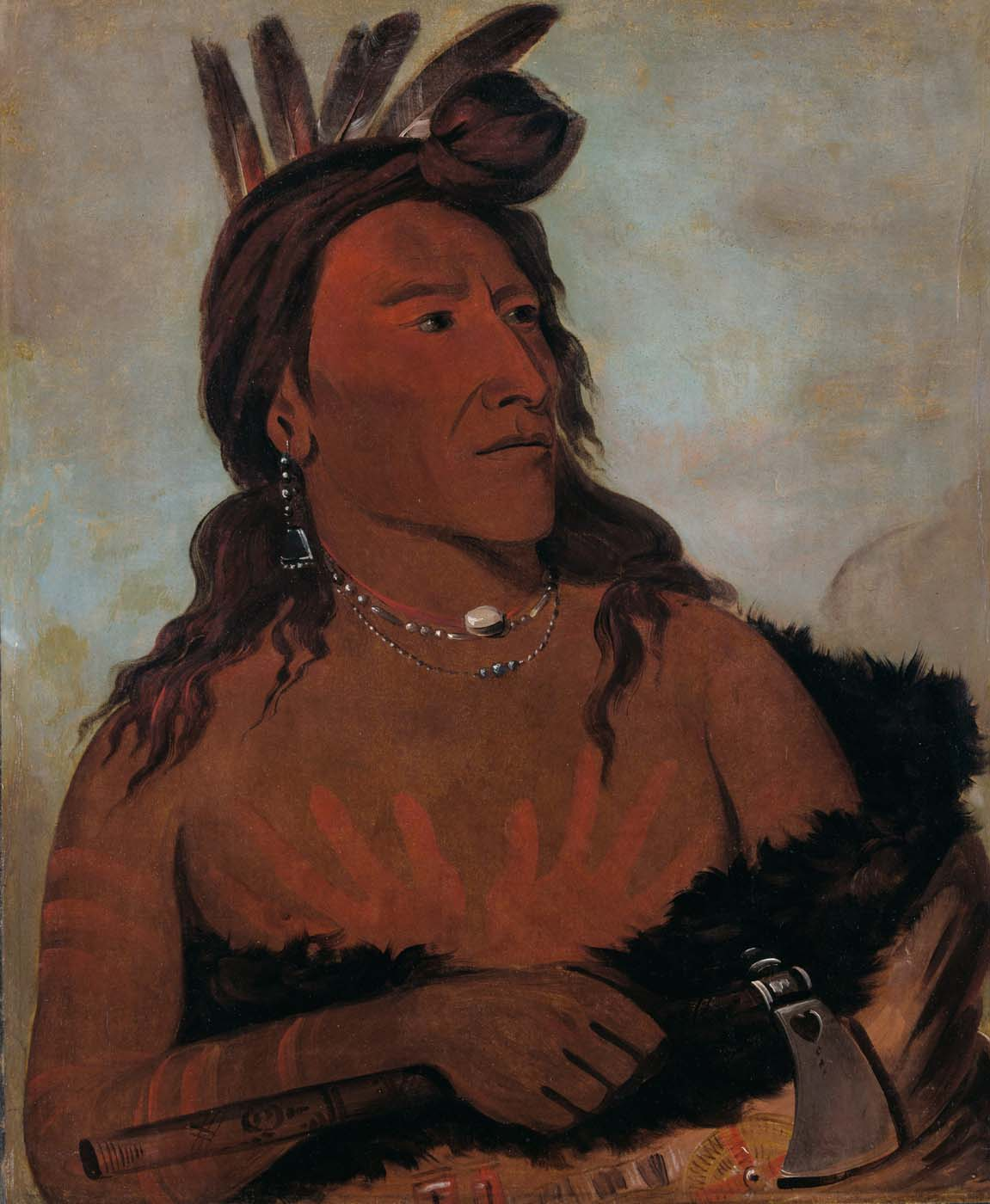
Mah-tó-che-ga, Little Bear, ein Hunkpapa-Krieger, 1832 von George Catlin in Fort Pierre gemalt

Little Bear (englisch, deutsch: „Kleiner Bär“; Lakota: Matȟó Čík'a, oder in historischer Schreibweise „Mah-tó-che-ga“ bzw. auf Deutsch „Mah-to-tschi-ga“; * ?; † 1832 bei Fort Pierre, South Dakota) war ein Häuptling der Hunkpapa-Lakota in der ersten Hälfte des 19. Jahrhunderts. Er war 1825 einer der Unterzeichner eines Vertrags zwischen den Hunkpapa und den Vereinigten Staaten, in dem es heißt: „Mato-che-gal-lah, Little White Bear, his x-mark“ („Mato-che-gal-lah, Little White Bear, sein X-Zeichen“).

## Große Versammlung der Sioux bei Fort Pierre
Im Jahre 1832 versammelten sich viele Teton-, Sisseton- und Yankton-Sioux bei dem Handelsposten Fort Pierre in South Dakota, um mit der Pelzcompagnie Handel zu treiben und den Wiwáŋyaŋg Wačhípi, den Sonnentanz, zu zelebrieren. George Catlin besuchte diese ca. sechshundert Familien und malte mehrere ihrer Häuptlinge (und Geheimnismänner) dem Rang nach, darunter Hewáŋžiča (One Horn, Minneconjou), Tȟoká Itȟó (Toh-kí-e-to, Precedes as the First One, Yankton), Little Bear u. a.

## Tod
George Catlin malte Little Bear fast im Profil, wobei die eine Gesichtshälfte in den Schatten trat. Šúŋka (Shón-ka, Dog), Häuptling der Sihasapa-Lakota, bemerkte dies. Catlin beschreibt seine Reaktion folgendermaßen:

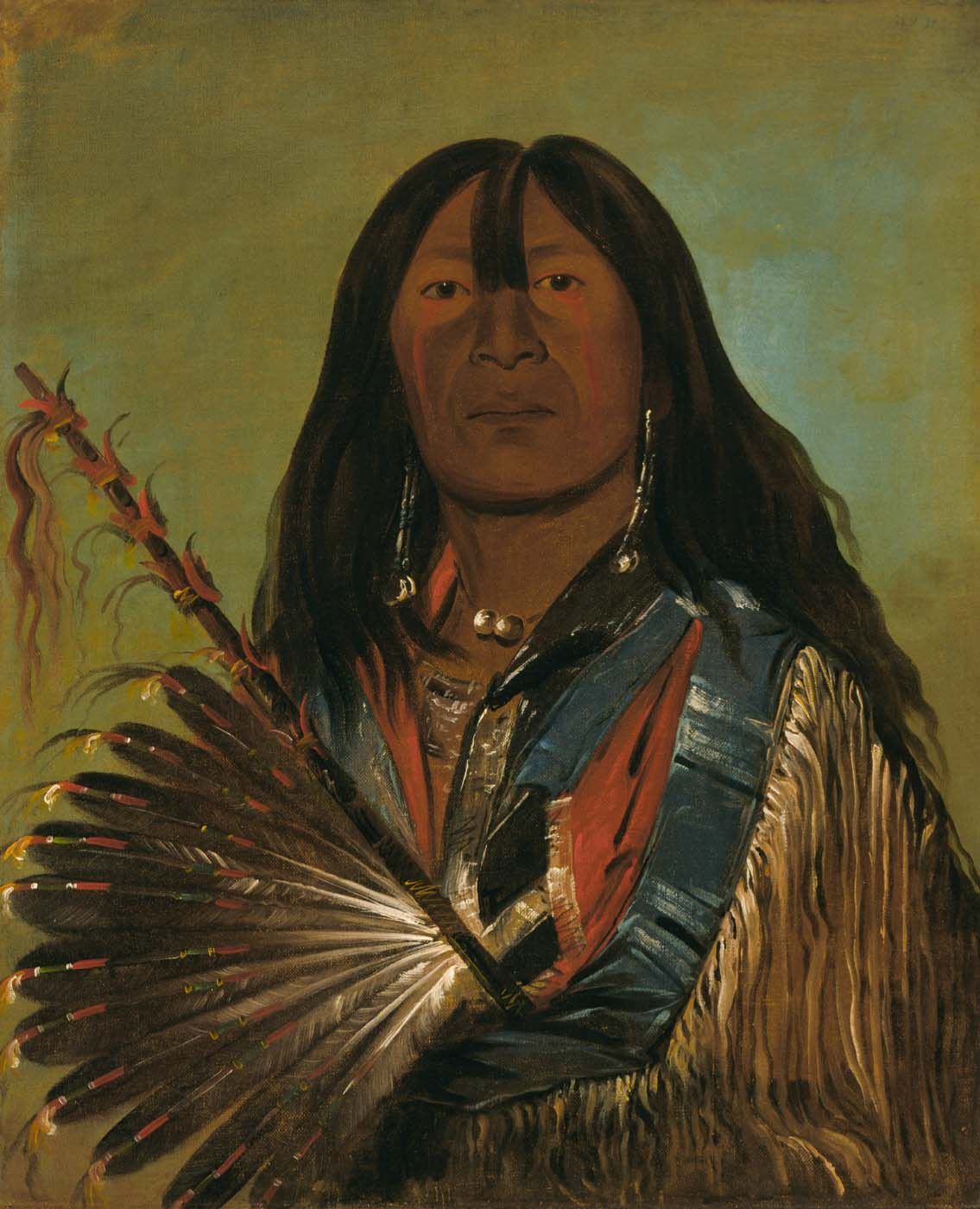
Shón-ka, Der Hund, Häuptling der Bad Arrow Points Band, Khezé Šíča, 1832 von George Catlin in Fort Pierre gemalt

„Das Bild war beinahe vollendet, als ein Indianer namens Schon-ka (Hund), Häuptling der Kas-a-schi-ta-Bande, ein böser, mürrischer, von den anderen Häuptlingen verachteter Mann, in die Hütte trat, sich dem Bild gegenübersetzte, und, nachdem er es einige Zeit betrachtet hatte, die Worte sprach: ‚Mah-to-tschi-ga ist nur ein halber Mann!‘“
Ein Streitgespräch entstand zwischen den beiden Häuptlingen. Als Dog jedoch als Verlierer zu seinem Zelt ging, um Waffen für ein Duell mit Little Bear zu holen, betrat auch dieser sein eigenes Zelt, um sich vorzubereiten. Als Little Bear sich mit dem Gesicht zur Erde warf, um das „Große Geheimnis“ um Hilfe anzurufen, entlud seine Frau, ohne etwas vom Vorfall zu wissen, die Kugeln aus seiner Flinte, um schlimme Folgen zu verhindern. Dog rief Little Bear und beide rannten aus ihren Zelten, bereits zielend. Dog schoss zuerst und traf Little Bear im Gesicht. Er starb am nächsten Tag. Erstaunlicherweise war die Gesichtshälfte, die in Catlins Gemälde in den Schatten trat, völlig weggeschossen. Da glaubten die Sioux, dass der Tod Little Bears Catlin zuzuschreiben sei.
Catlin verließ die Sioux bald, die Dog verfolgten, um Little Bear zu rächen. Dog wurde später in den Black Hills getötet.